# Stambolovo (distrikt i Veliko Tărnovo)
Stambolovo (bulgariska: Стамболово) är ett distrikt i Bulgarien.   Det ligger i kommunen Obsjtina Pavlikeni och regionen Veliko Tărnovo, i den centrala delen av landet, 170 km öster om huvudstaden Sofia.